# Okhtar
Okhtar (in armeno Օխտար) è un comune di 87 abitanti (2010) della Provincia di Syunik in Armenia.